# Male sive celice
Male sive celice so slovenski televizijski kviz za otroke in mladostnike, v kateri se dve šolski ekipi, ki sta se v predizboru uvrstili na televizijski kviz (snemanje), pomerita v znanju iz različnih tematik. Oddajo, ki je na sporedu od leta 1994, je do 2016 vodil igralec Pavle Ravnohrib, nato do pomladi 2021 dramski igralec Nik Škrlec, trenutna voditelja pa sta Juš Milčinski in Rok Škrlep. Kviz poteka na Radioteleviziji Slovenije, na sporedu je vsak ponedeljek popoldne.

## Igre
- Hitre celice,
- ABCD vprašanja,
- Prebrane celice,
- Hitri lončki,
- Možganski labirint,
- Brihtolin,
- Eksperiment
- Razmisli, oceni (dodatno vprašanje v primeru izenačenosti ekip)

Ekipi sta se od 1994 do 2016 pomerili v igrah:
- Drži ne drži,
- Izberi tematiko,
- Od 5 proti 0,
- Izberi težavnost,
- Abeceda - dva solista, ki sta bila predhodno izžrebana.

V sezonah od 2016/2017 naprej ekipi odgovarjata na raznolika vprašanja, ki naslavljajo različne vrste inteligentnosti. 

## Nagrade
Ustvarjalci so za oddajo v letih 2011 in 2012 in 2013 prejeli viktorja za najboljšo otroško in mladinsko TV-oddajo. 
V letu 2017 je oddaja nominirana za nagrado žarometi, v kategoriji "tekmovalna TV-oddaja leta", pa tudi za nagrado viktor za najboljšo otroško in mladinsko TV-oddajo.

## Voditelji
- Pavle Ravnohrib (1994-2016)
- Nik Škrlec (2016-2021)[1]
- Juš Milčinski in Rok Škrlep (2021- )[2]

## Prenova formata
Kviz so leta 2016 posodobili, osvežili in prilagodili mlajšim generacijam, ki jim je oddaja v prvi vrsti tudi namenjena. Zamenjali so tudi voditelja, saj z Ravnohribom niso našli skupnega jezika glede prenove in osvežitve. Pri prenovi so sodelovali s strokovnjaki z Univerze na Primorskem, ki so naredili analizo, kaj kviz zahteva od otrok in kaj bi moral vključevati - širša znanja, vseh sedem tipov inteligentnosti pri otrocih in manj faktografskih podatkov.
Samo spremembo voditelja so sicer mnogi pripisovali sodelovanju Pavleta Ravnohriba pri nasprotnikih zakona o spremembah in dopolnitvah Zakona o zakonski zvezi in družinskih razmerjih. Voditelj, ki je oddajo vodil 22 let, sprememb ni komentiral, v povezavi z oddajo pa se ni več ni pojavljal - niti v arhivskih posnetkih ne.